# Antalis longitrorsa
Antalis longitrorsa es una especie de molusco escafópodo de la familia Dentaliidae.

## Descripción
La concha de este molusco es delgada y larga, y alcanza una longitud máxima de unos 100 mm. Es de color blanco y presenta una ligera curva. Las aberturas en ambos extremos son circulares.